# Puyenbroeck

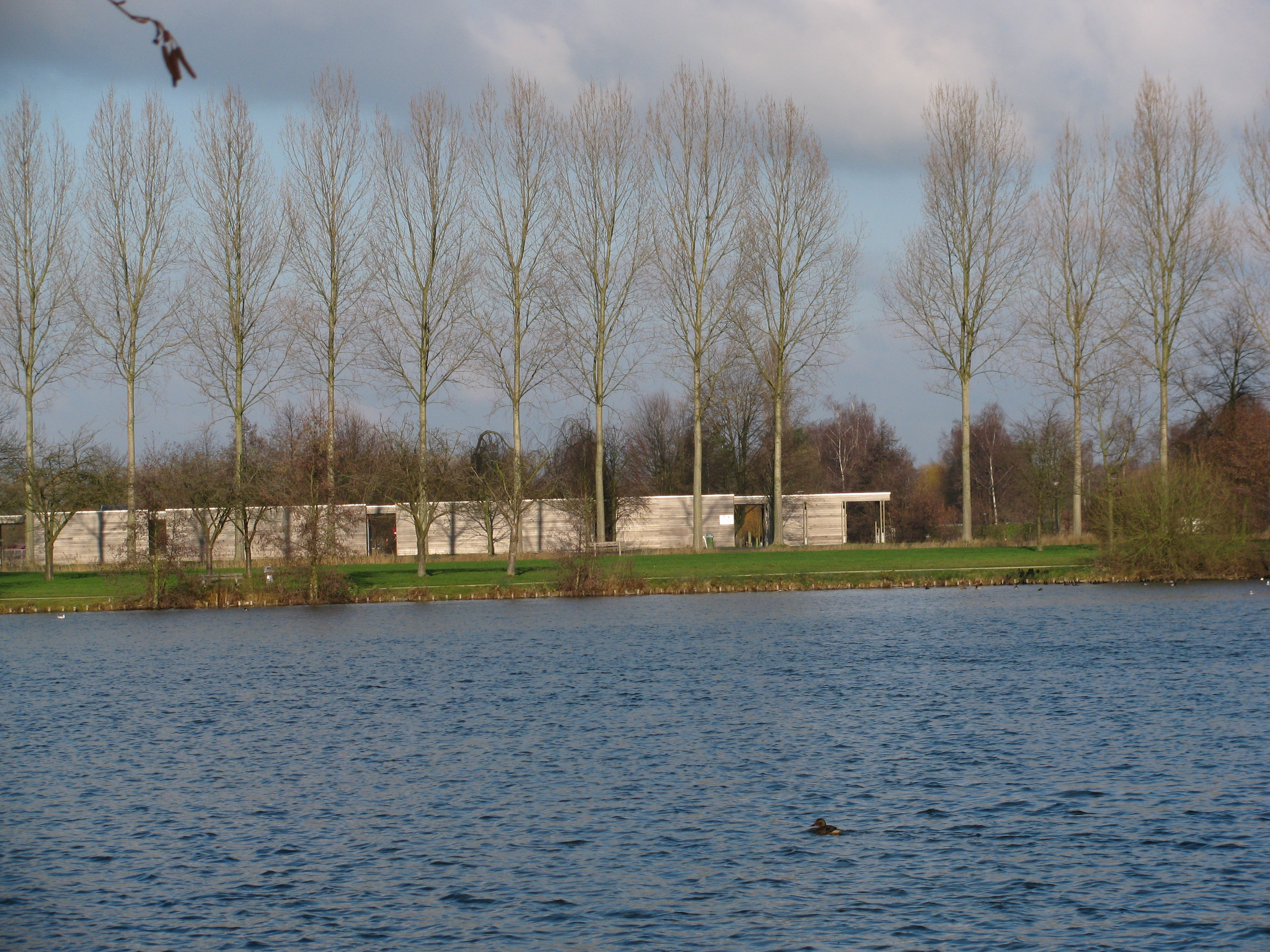
Een van de vijvers in Puyenbroeck

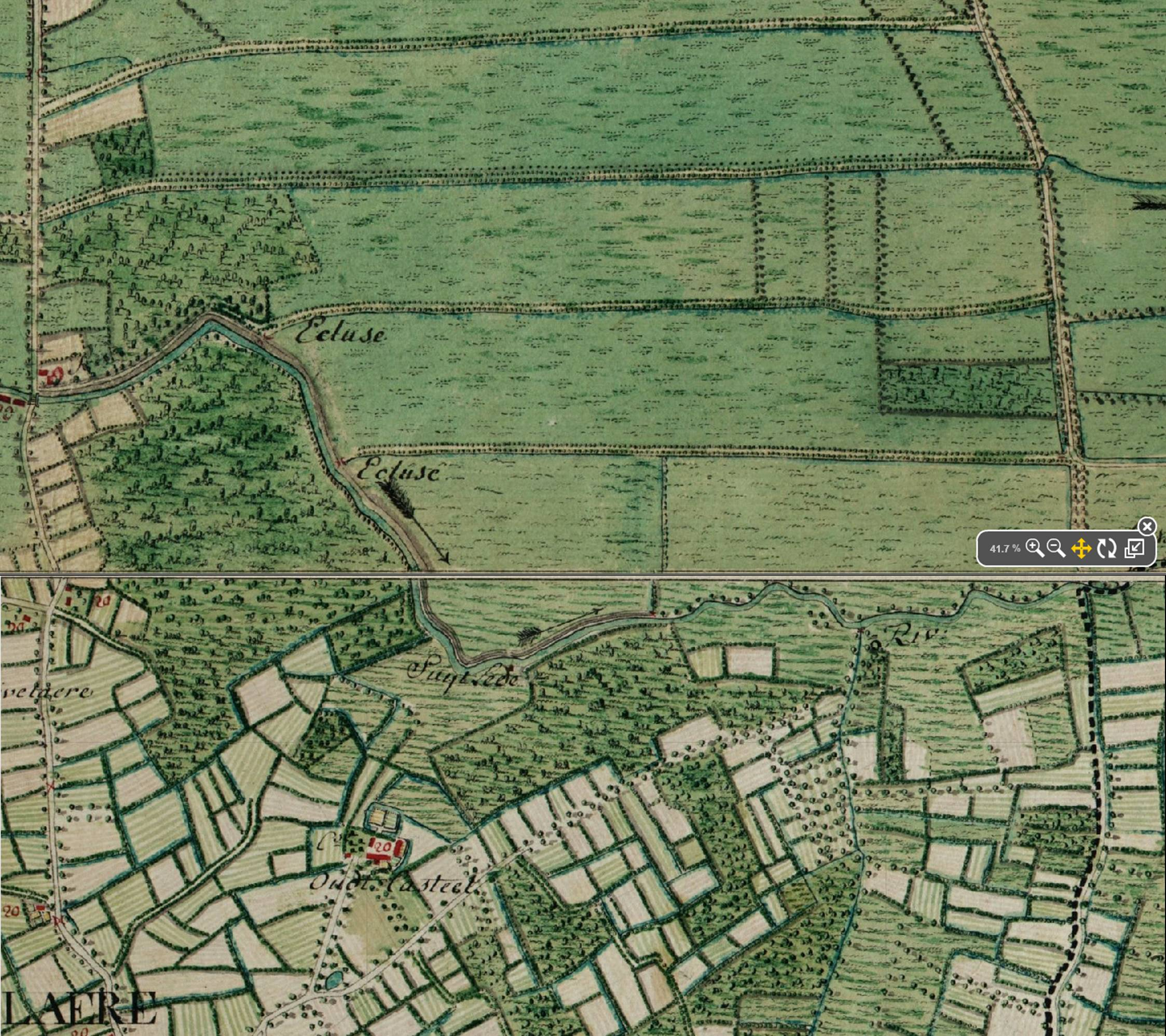
Puyenbroeck op de Ferrariskaart

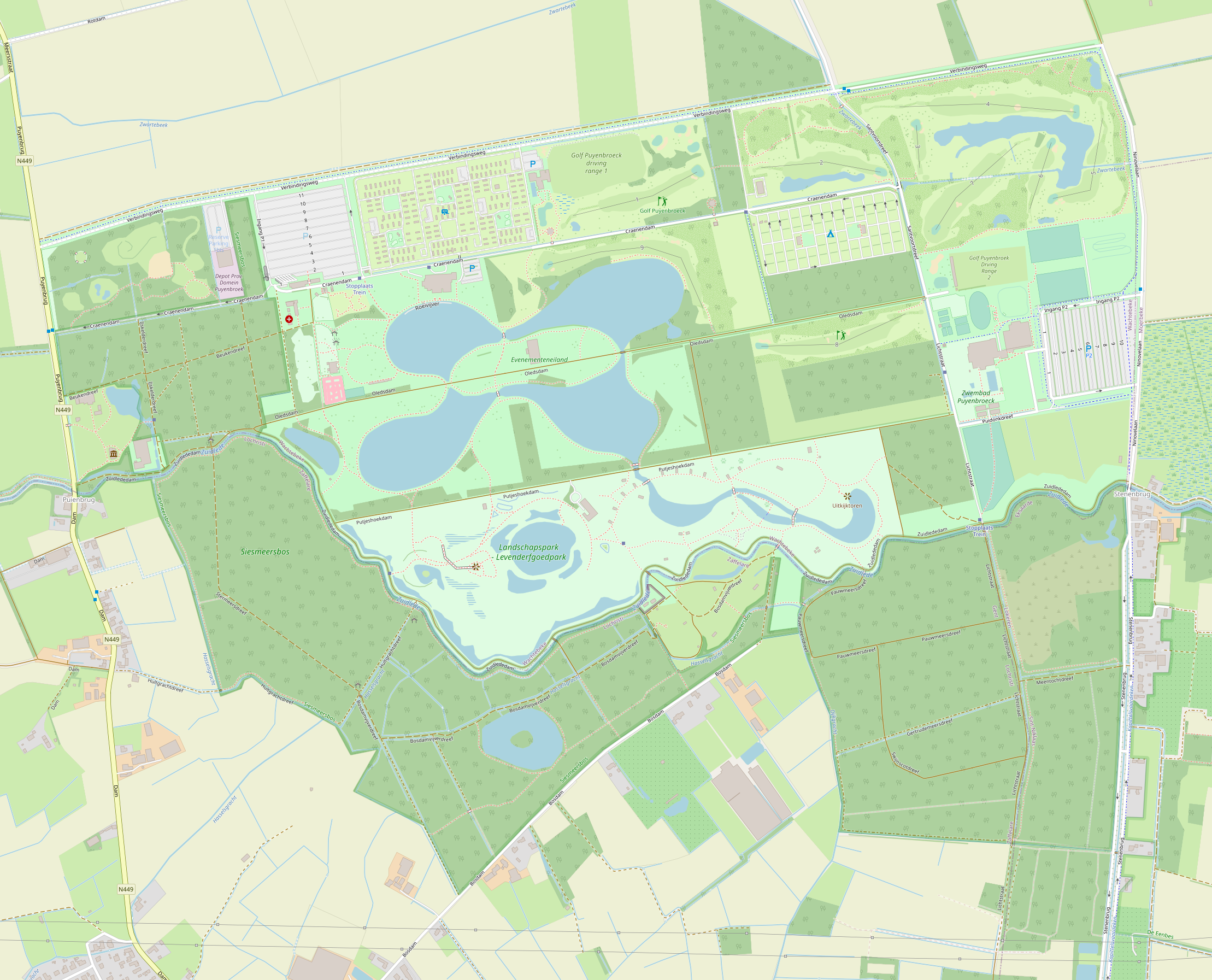
Puyenbroeck op de OpenStreetMap

Puyenbroeck is een provinciaal domein van 510 hectare in de Belgische provincie Oost-Vlaanderen, voornamelijk in Wachtebeke maar ook een stuk in Zaffelare en Eksaarde.

## Geschiedenis
Het gebied werd in 1965 door de provincie aangekocht en werd voor het publiek opengesteld in 1969.
In 2017 en 2018 vond Music For Life, de liefdadigheidsactie van Studio Brussel, plaats op dit domein.

## Beschrijving
Het park is laag gelegen en bevat enkele grote vijvers. Het deel van het park ten zuiden van de Zuidlede is meer bebost. In het park bevindt zich ook het Kasteel Puyenbrug. De naam "Puy" verwijst naar een kunstmatige hoogte, terwijl het woord "broeck" verwijst naar het moerassig karakter van de meersen.
Er zijn een grote speeltuin, ligweiden, een speelbos van 10 ha en een verkeerspark waar kinderen met go-carts kunnen rijden. Er is ook een dierenpark dat aandacht schenkt aan het 'Levend Erfgoed', oude veerassen. Met een toeristisch treintje kan er een rondrit gemaakt worden door het park. Er kunnen ook fietsen en bolderkarren gehuurd worden en aan de vijvers kunnen roeiboten en pedalo's worden gehuurd.
Op het terrein van het provinciaal domein bevindt zich ook de provinciale erfgoedsite MOLA, het provinciaal Molencentrum in het voormalig Kasteel Puyenbrug.
Het domein beschikt over ongeveer 150 hectare bos, met een bijna volledig aaneengesloten bosgebied ten zuiden van de Zuidlede. Er is ook een permanente broedwand voor vogels aangelegd, die onder meer gebruikt wordt door de oeverzwaluw en de bijeneter. Een ijskelder werd ingericht als overwinterplaats voor vleermuizen. In de vijvers werden enkele ondiepe paaiplaatsen voor de vissen aangelegd. De buizerd, blauwe reiger en ijsvogel komen er voor. In Puyenbroeck worden educatieve activiteiten voor scholen georganiseerd.

### Landschapspark
In de periode 2019-2021 werd het Landschapspark aangelegd. een avontuurlijk belevings- en ervaringslandschap van 50 hectare met heuvels, waterpartijen en natuurwaarde. Daarvoor werd het voormalige bloemenpark verbonden met het dierenpark. Er kwamen onder meer nieuwe wandelpaden en een hangbrug van 120 meter lang tot op een 15 meter hoge speelheuvel met uitkijktoren.
Deze herinrichting won de Prijs Publieke Ruimte 2023 in de categorie landelijke projecten.

## Sportgelegenheden
- 50 meter binnen- en buitenzwembad
- een golfterrein (Golf Puyenbroeck)
- sporthal en openluchtterreinen
- minigolfterrein
- petanque- en krulbolterreinen
- twee visvijvers (mits bezit van een visverlof van het Vlaamse Gewest en een vergunning van het provinciaal domein zelf)

## Statistieken
- ca. 150 ha bossen (het Siesmeersbos is Europees beschermd als onderdeel van Natura 2000-gebied 'Bossen en heiden van Zandig Vlaanderen: oostelijk deel')
- 23 ha bloemenpark
- 23 ha dierenpark
- 22 ha vijvers
- 25 km verharde wegen

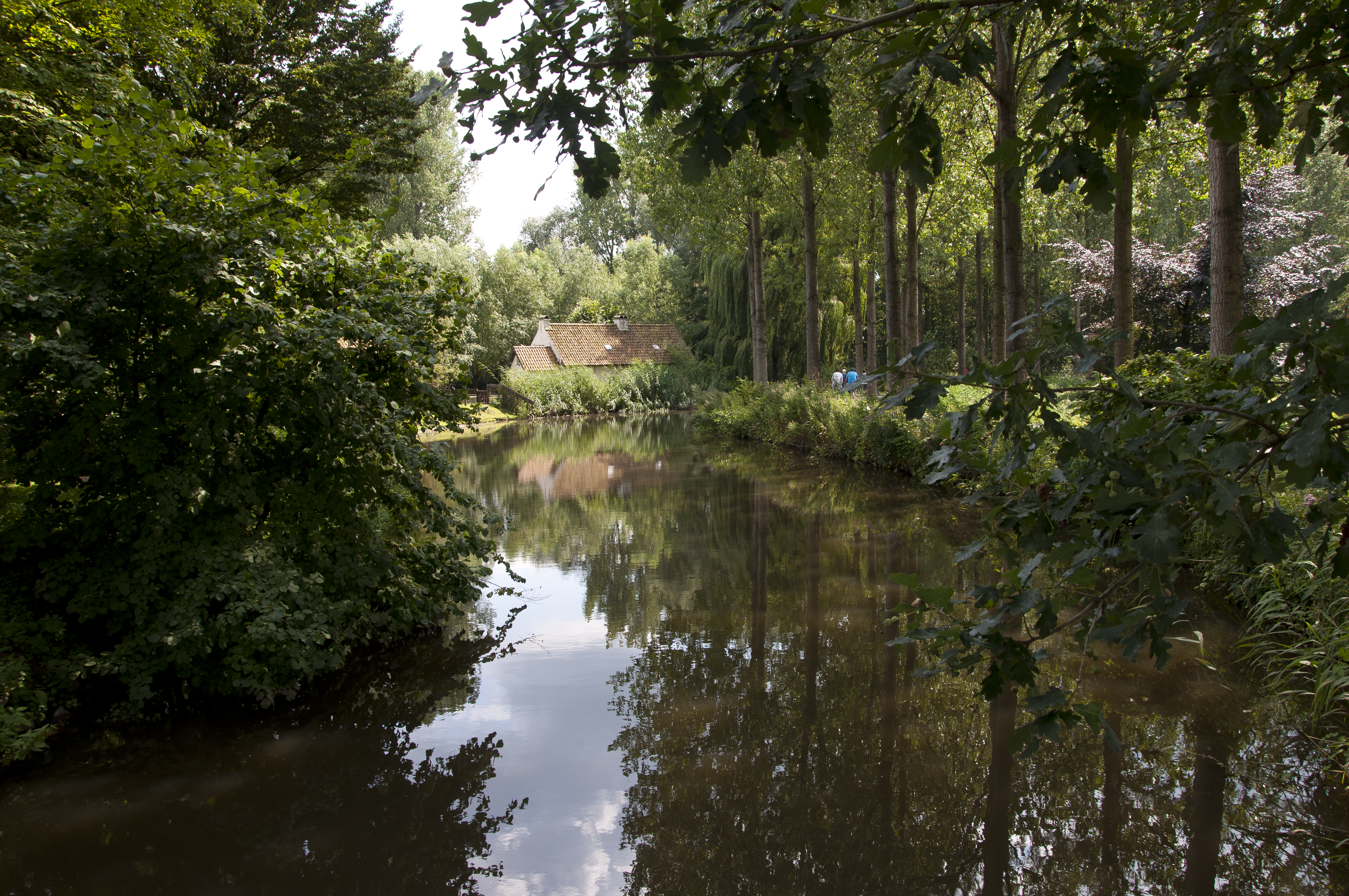
De Zuidlede in Puyenbroeck
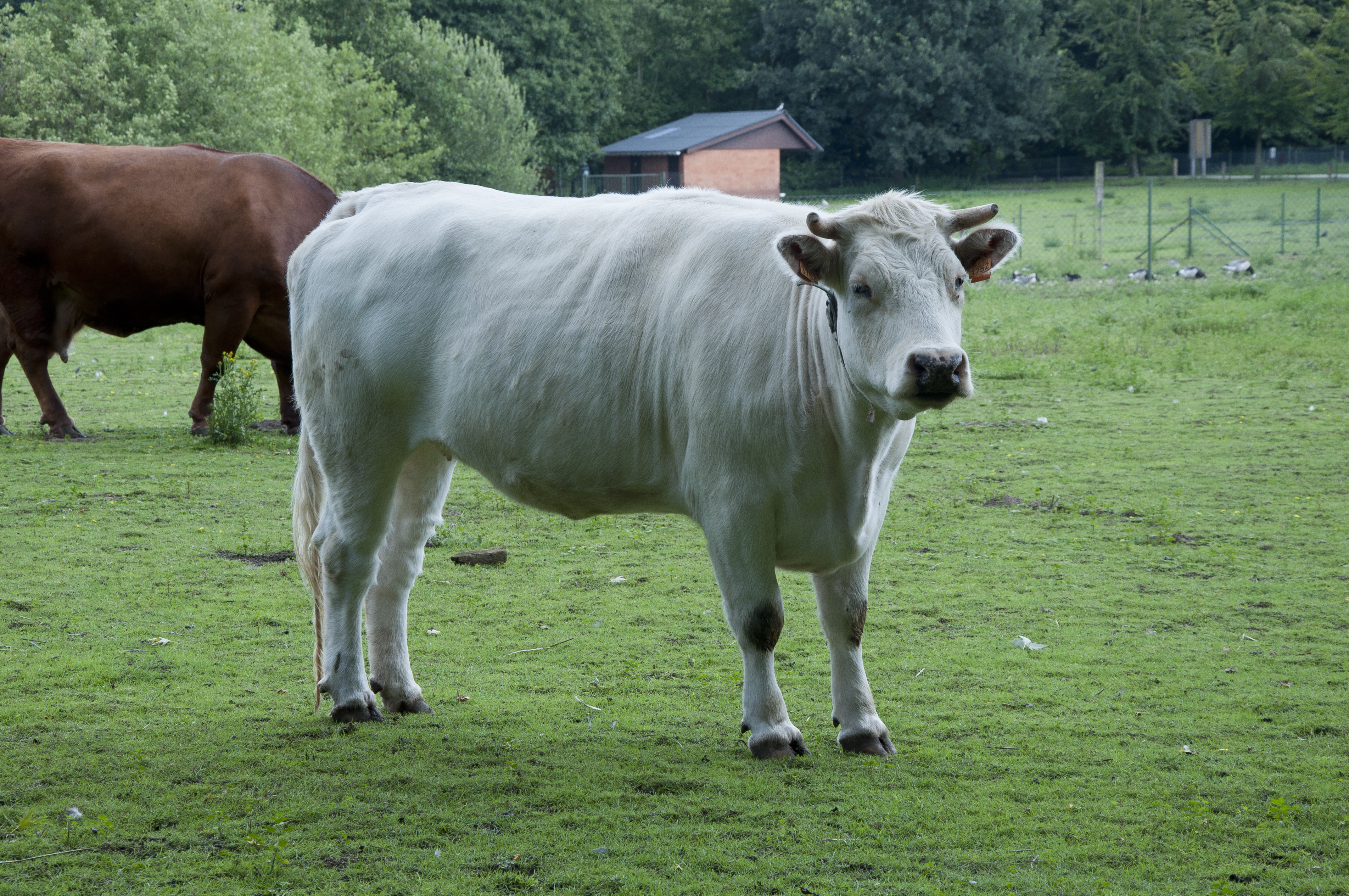
Belgisch witblauw in Puyenbroeck als onderdeel van het project Levend erfgoed
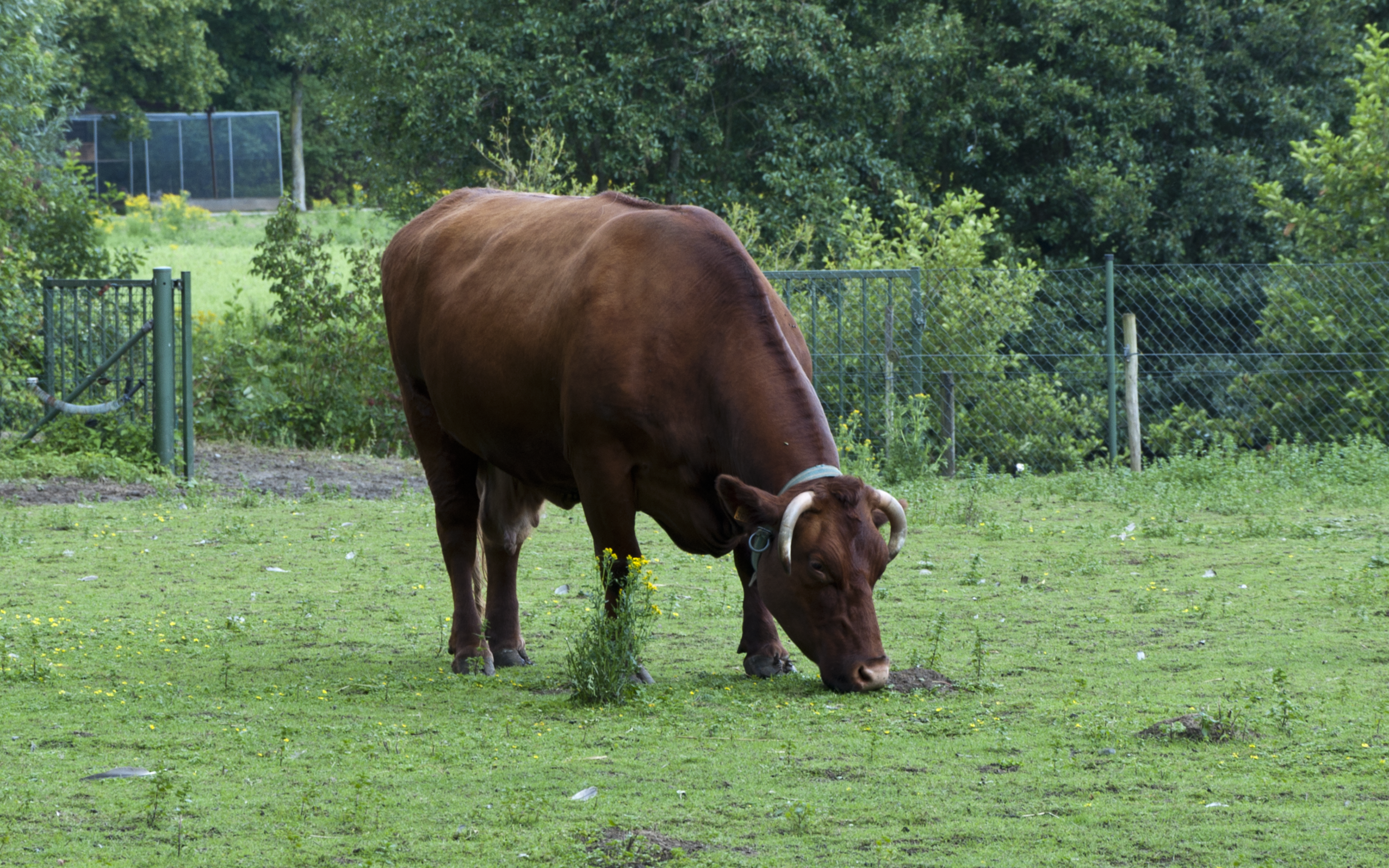
West-Vlaams rood in Puyenbroeck
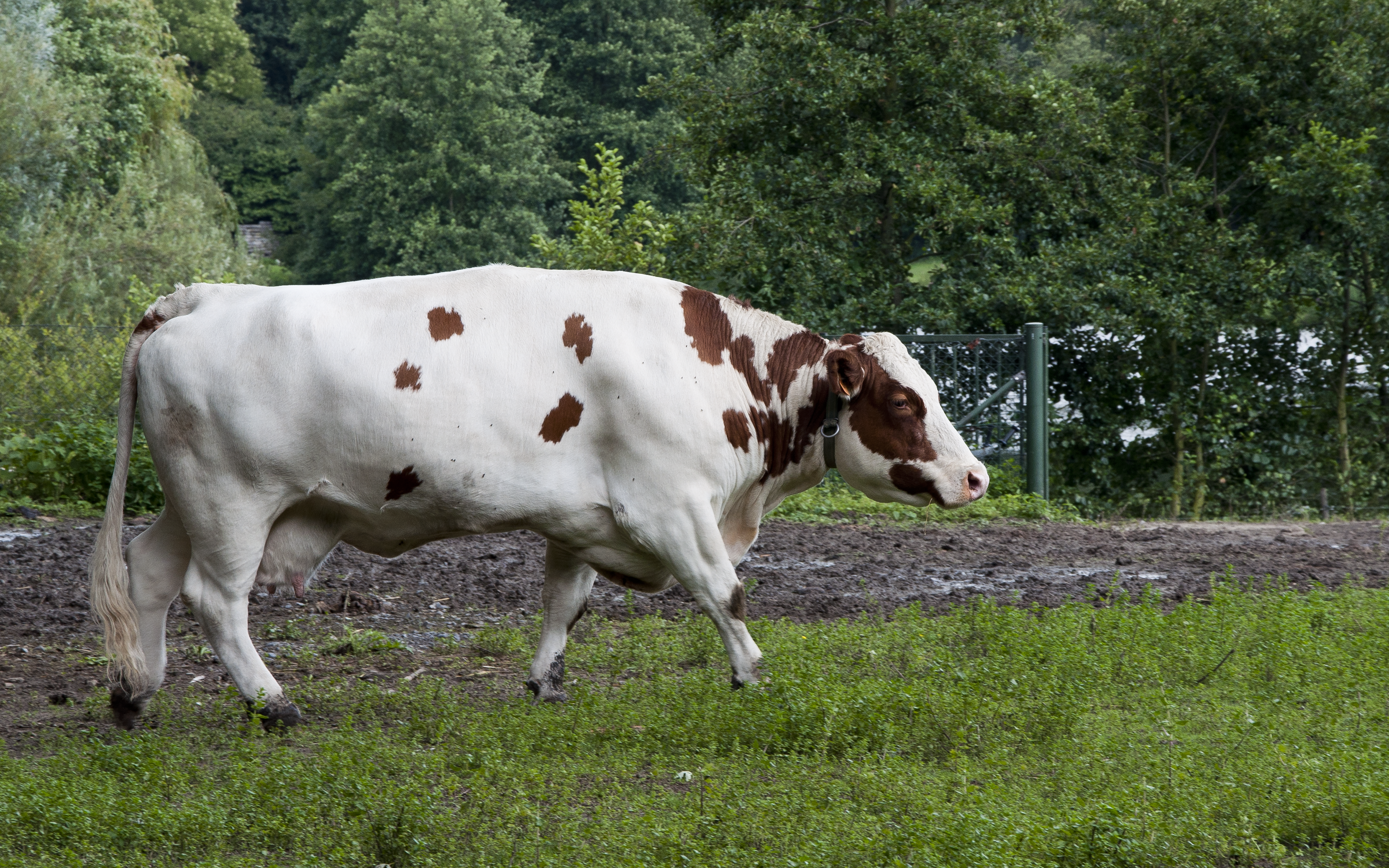
Oost-Vlaams witrood in Puyenbroeck